# Julián Herranz Casado
Julián Herranz Casado, född 31 mars 1930 i Baena, provinsen Córdoba, Spanien, är en spansk romersk-katolsk ärkebiskop och kardinal. Herranz Casado är en av två kardinaler som tillhör Opus Dei (den andre är peruanen Juan Luis Cipriani Thorne).